# ابن عتاب
ابن عتَّاب اسمه أبو محمد عبد الرحمن بن محمد بن عتاب بن محسن القرطبي، فقيه مالكي،  وعالم بالقراءات والتفسير واللغة.
سمع من أبيه فأكثر، وسمع من حاتم بن محمد الطرابلسي وطائفة غيره. تلا بالقراءات السبع على عبد الرحمن بن محمد بن شعيب المقرئ، وأجاز له مكي بن أبي طالب، ومحمد بن عبد الله بن عابد، وعبد الله بن سعيد الشنتجالي، وأبو عمرو السفاقسي، وأبو عمر بن عبد البر، وأبو عمر بن الحذاء، وأبو حفص ابن الزهراوي.
روى عنه الحافظ أبو بكر محمد بن عبد الله بن الجد، وعبد الحق بن بونه، وأخوه محمد، وأحمد بن عبد الملك بن عميرة، وأحمد بن يوسف بن رشد، ومحمد بن عبد الرحمن بن عبادة، ومحمد بن يوسف بن سعادة، ومحمد بن عراق، وعبد الله بن خلف الفهري، وخلق.
قال عنه خلف بن بشكوال: «هو آخر الشيوخ الجلة الأكابر بالأندلس في علو الإسناد، وسعة الرواية، سمع معظم ما عند أبيه، وكان عارفًا بالطرق، واقفا على كثير من التفسير والغريب والمعاني، مع حظ وافر من اللغة العربية، وتفقه عند أبيه، وشوور في الأحكام بقية عمره، وكان صدرا فيمن يستفتى لسنه وتقدمه، وكان من أهل الفضل والحلم، والوقار والتواضع، وجمع كتابا حفيلا في الزهد والرقائق، سماه شفاء الصدور، وكانت الرحلة إليه في وقته، وكان صابرا للطلبة، مواظبا على الإسماع، يجلس لهم النهار كله، وبين العشائين، سمع منه الآباء والأبناء، وسمعت عليه معظم ما عنده، وقال: مولدي سنة 433 ومات في جمادى الأولى سنة عشرين وخمسمائة».

## وفاته
توفي ابن عتَّاب عام 520 هـ، وقيل 487 هـ.